# Ухтинский уезд
Ухти́нский уезд — административно-территориальная единица Автономной Карельской ССР, существовавшая в 1923—1927 годах.

## История
Ухтинский уезд с центром в селе Ухта был образован 25 июля 1923 года из западной части Кемского уезда вместо Ухтинского района, созданного в марте 1922 года. В уезде было 7 волостей: Вокнаволоцкая, Кестенгская, Кондокская, Олангская, Тихтозерская, Ухтинская и Юшкозерская. Волости делились на 15 сельсоветов.

## Демография
По данным переписи населения 1926 года в уезде проживало 14,5 тыс. чел.

## Упразднение
29 августа 1927 года уездное деление в АКССР было упразднено. Вместо уездов были образованы районы. Территория Ухтинского уезда была разделена между Кестеньгским и Ухтинским районами.